# Symphonie no 64 de Joseph Haydn
Tempora mutantur
La Symphonie no 64 en la majeur surnommée Tempora mutantur Hob. I:64 est une symphonie du compositeur autrichien Joseph Haydn. Composée entre 1773 et 1775, elle comporte quatre mouvements.

## Analyse de l'œuvre
1. Allegro con spirito, en la majeur, à , 151 mesures
2. Largo, en ré majeur, à 
, 108 mesures
3. Menuet, en la majeur, à 
, 48 mesures
4. Presto, en la majeur, à , 198 mesures

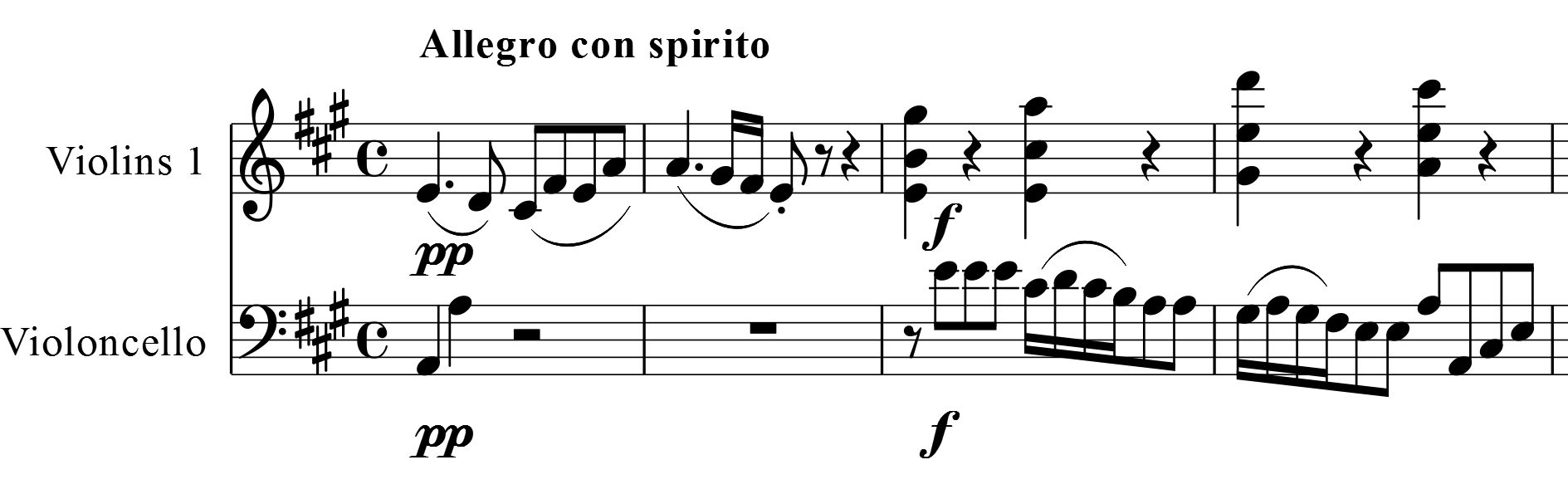
Début de l'Allegro con spirito

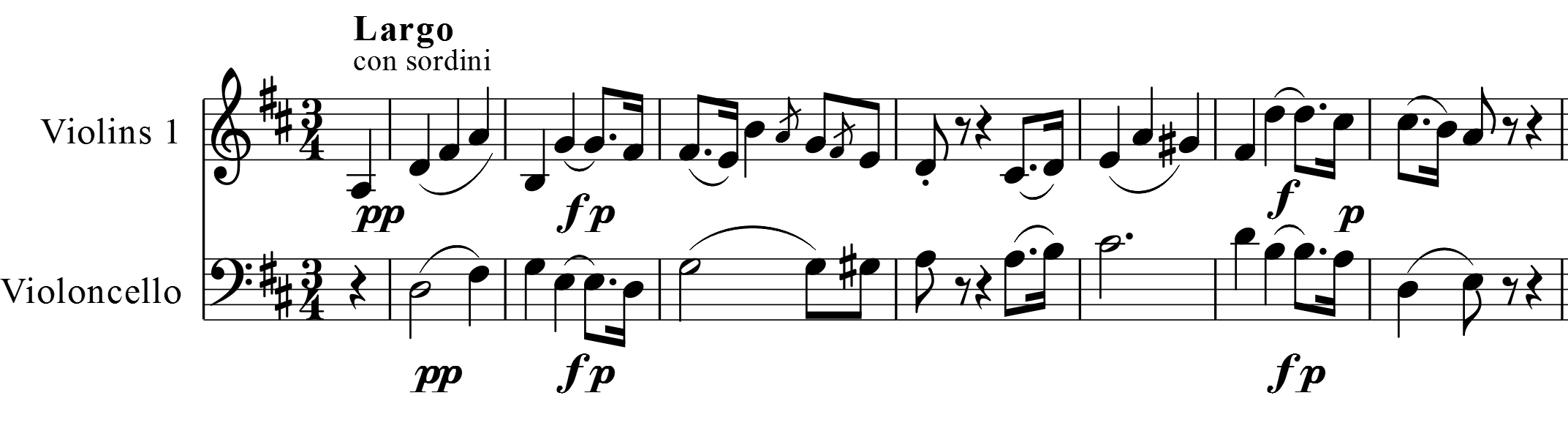
Début du Largo

Durée approximative : 20 minutes.

## Instrumentation
- deux hautbois, deux cors, cordes.